# 오페라역
오페라역(스페인어: Ópera)은 마드리드 지하철의 환승역이다. 마드리드 지하철 2호선, 5호선, 라말 선이 다닌다. 마드리드 센트로 구의 이사벨 2세 광장 지하에 위치해 있다. 요금구역상으로는 A구역에 속한다.
역명은 역 부근에 있는 오페라하우스인 레알 극장에서 유래하였으며, 극장 외에도 오리엔테 광장이나 마드리드 왕궁 등 다른 유명 관광지로도 향할 수 있다.

## 역사
1925년 10월 21일 2호선 연장구간 개통과 함께 처음으로 문을 열었으며, 12월에는 라말선 승강장이 영업에 들어갔다. 원래는 역이 있던 광장의 이름을 따라 이사벨 2세 역 (Isabel II)이란 역명을 붙였었다. 2호선과 라말선 승강장은 같은 층에 자리해 있다. 2호선은 60m 길이였고 라말선 승강장은 그보다 더 짧았으나 나중에 확장공사를 통해서 60m로 늘렸다.
1931년 4월 14일 스페인 제2공화국 건립과 함께 들어선 신정부는 4월 20일 관련 칙령을 통해 왕실과 관련된 모든 흔적을 지우고자 하였다. 이에 따라 이사벨 2세 역은 '오페라 역'으로 개명되었다. 광장 이름도 '페르민 갈란 광장' (Fermín Galán)으로 바뀌었는데 1930년 군주제 폐기를 위해 봉기를 이끌었던 페르민 갈란의 이름을 따온 것이었다. 1937년 6월 5일에는 광장 이름을 따라 역 이름도 '페르민 갈란 역'이 되었다. 다만 1937년 프랑코 정권 수립 이후에는 마드리드의 거리와 역명을 다시 바꾸는 작업이 진행되었고 이 과정에서 광장 이름이 다시 '이사벨 2세 광장'으로, 지하철 역명은 '포에라'로 되돌아갔다.
전쟁 후 1968년 6월 5일에는 5호선 승강장이 영업에 들어갔다. 2호선보다 더 깊이 자리했던 이 승강장은 처음부터 90m 길이로 지어졌다. 2003년부터 2004년까지는 역내 일부 구역이 개조공사를 거쳤다.
2011년 3월 23일에는 접근성 증대를 위해 진행된 리모델링 공사를 마치고 다시 영업에 들어갔다. 기존에 114m²에 불과하던 역 대합실이 821m²로 대폭 확장되었으며, 엘리베이터도 거리에 한 대, 각 승강장에 한 대씩 총 세 대가 설치되었다. 에스컬레이터 역시 여러 대 설치되었다. 기존에 광장 한쪽에 있던 역 출입구는 새로운 곳으로 다시 내어 계단 두 개와 엘리베이터 한 대를 설치하였다.
오페라 역 내부에는 박물관이 있다. 주로 16세기와 17세기 유물을 보존하고 있는데, 아마니엘 수로를 거쳐 왕궁에 물을 공급하던 카뇨스 델 페랄 분수나 그밖에 리모델링 과정에서 발견된 하수관 등을 전시하고 있다. 역내 일반 전시실 외에도 발굴 당시 현장을 알려주는 비디오 상영실이 딸려 있다.

## 환승 정보

역 주변의 버스 정류장

역 주변에 시내버스 정류장이 한 곳 있는데 이곳으로 25번, 39번 노선이 다닌다. 시외버스 노선인 500번 버스도 이곳을 경유한다.
| 마드리드 지하철           | 마드리드 지하철         | 마드리드 지하철             |
| ------------------------- | ----------------------- | --------------------------- |
| 솔 라스 로사스            | 마드리드 지하철 2호선   | 산토 도밍고 콰트로 카미노스 |
| 카야오 알라메다 데 오수나 | 마드리드 지하철 5호선   | 라 라티나 카사 데 캄포      |
| 시·종착역                 | 마드리드 지하철 라말 선 | 프린시페 피오               |